# Cannobio
Cannobio – miejscowość i gmina we Włoszech, w regionie Piemont, w prowincji Cusio Ossola.
Według danych na rok 2004 gminę zamieszkiwało 4986 osób, 97,8 os./km².
Pierwsza udokumentowana wzmianka o Cannobio pochodzi z roku 909.